# Rorippa aquatica
Rorippa aquatica là một loài thực vật có hoa trong họ Cải. Loài này được (Eaton) E.J. Palmer & Steyerm. miêu tả khoa học đầu tiên năm 1935.